# 渐江墓
渐江墓位于安徽歙县徽城练江西岸的西干山半山，太平兴国寺旁。新安画派大师渐江（名江韜，又号梅花古衲，1610-1664年）明亡后在福建武夷山削发出家为僧，法名弘仁，晚年回到家乡居住西干山五明寺，死后葬于寺旁，墓碑篆字“渐江和尚墓”由名士许楚书写，墓旁植梅数十株。1982年重修。
1986年，渐江墓公布为安徽省文物保护单位。